# Platylabus eurygaster
Platylabus eurygaster är en stekelart som beskrevs av Holmgren 1871. Platylabus eurygaster ingår i släktet Platylabus och familjen brokparasitsteklar. Arten är reproducerande i Sverige. Inga underarter finns listade i Catalogue of Life.